# Ligneyrac
Ligneyrac – miejscowość i gmina we Francji, w regionie Nowa Akwitania, w departamencie Corrèze.
Według danych na rok 1990 gminę zamieszkiwały 284 osoby, a gęstość zaludnienia wynosiła 34 osoby/km² (wśród 747 gmin Limousin Ligneyrac plasuje się na 365. miejscu pod względem liczby ludności, natomiast pod względem powierzchni na miejscu 590.).